# Sundair
Sundair – niemieckie czarterowe linie lotnicze, które zostały założone w 2016, a operacje lotnicze rozpoczęły w 2017. Siedziba Sundair znajduje się w Stralsund.

## Flota
Według stanu na listopad 2024 flota Sundair składała się z 6 samolotów o średnim wieku 16,3 lat:

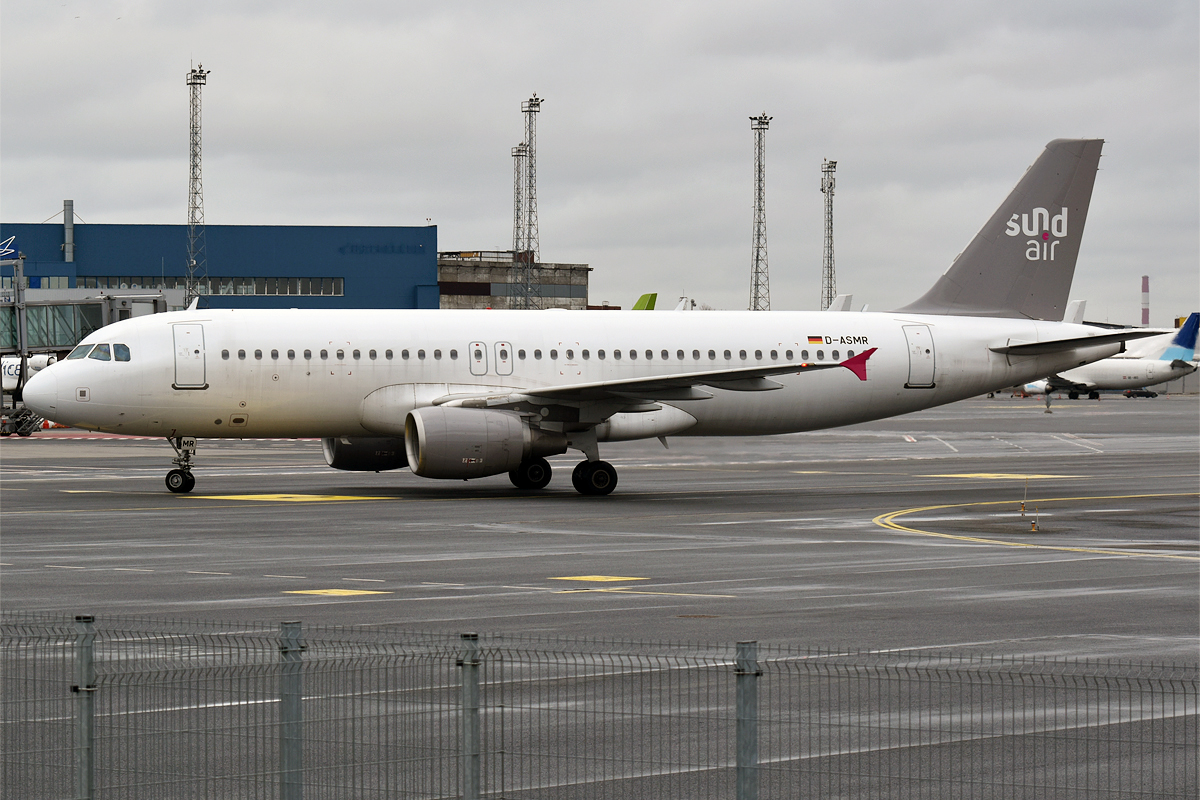
Airbus A320-200 linii Sundair

| Samolot         | Samolot | Samolot   | Liczba miejsc | Uwagi |
| Model           | Aktywne | Zamówione | Liczba miejsc | Uwagi |
| --------------- | ------- | --------- | ------------- | ----- |
| Airbus A319-100 | 3       | -         | 150           |       |
| Airbus A320-200 | 3       | -         | 180           |       |
| Łącznie         | 6       | 0         |               |       |